# ایتور امبلا
ایتور امبلا (انگلیسی: Aitor Embela؛ زادهٔ ۱۷ آوریل ۱۹۹۶) بازیکن فوتبال اهل اسپانیا است.
از باشگاه‌هایی که در آن بازی کرده‌است می‌توان به باشگاه فوتبال مالاگا اشاره کرد.
وی همچنین در تیم‌های ملی فوتبال گینه استوایی بازی کرده‌است.